# Jacques Mulliez
Jacques Mulliez, né le 21 juillet 1941 à Fontenay-sous-Bois  et mort le 18 juin 2014 à Brest, est un professeur émérite qui s'est intéressé à l'histoire de la sélection des chevaux et des haras nationaux français sous l'Ancien Régime à la fin des années 1960. Il enseigne l'histoire du droit à Paris X. 